# 伯恩哈德·克努贝尔
伯恩哈德·克努贝尔（德語：Bernhard Knubel，1938年3月2日—1973年2月23日），德国男子赛艇运动员。他曾代表德国联队参加1960年夏季奥林匹克运动会赛艇比赛，获得男子双人单桨有舵手金牌。